# Uitzinnig (ep)
Uitzinnig is een ep van de Nederlandse artiest Froukje. Het is de tweede ep van Froukje, en is op 17 maart 2022 uitgekomen. De ep bestaat uit 6 nummers.

## Beschrijving
De ep Uitzinnig bevat meerdere thema's. Zo zingt de zangeres in het gelijknamige nummer Uitzinnig over drugsgebruik, en draait Een man die nooit meer huilt over grensoverschrijdend gedrag. Daarnaast spelen liefde en verlies ook een belangrijke rol in de ep. Deze thema's zijn voornamelijk terug te vinden in de laatste 3 nummers van de ep.
Het nummer Zonder gezicht, dat een samenwerking is met zangeres S10, werd door Froukje al voor de release van Uitzinnig gespeeld bij meerdere shows, waaronder tijdens haar Licht en donker-tour in 2021. Tijdens deze show had het couplet van S10 een andere tekst, wat suggereert dat S10 een latere inspreek had op de uiteindelijke release. Dit werd bevestigd in een aflevering van De Avondshow met Arjen Lubach waarin Froukje te gast was. In deze aflevering zei de zangeres dat S10 aan Froukje heeft gevraagd of zij één van de verses mocht schrijven van het toen al bestaande nummer.
In het nummer Een man die nooit meer huilt zingt Froukje over grensoverschrijdend gedrag. Dit wordt gedaan vanuit het perspectief van de man, en niet van wiens grenzen worden overschreden. Het nummer gaat over een man die geen liefde ervaart, en als gevolg 's nachts vrouwen probeert aan te vallen om toch deze liefde te ervaren. Het nummer veroorzaakte veel commotie door een zin in het nummer wat sommigen verkeerd verstonden, ook wel bekend als een mama appelsap. In het nummer zingt de zangeres 'Ik wil schreeuwen in je diepte'. Echter werd dit door meerdere mensen opgevat als 'Ik wil schreeuwen in je tieten'. Ook
De Volkskrant maakte deze fout. Dit hebben zij later verbeterd.
In Niets tussen is Froukje open over haar interesse naar vrouwen. Dit is niet alleen te zien in de videoclip, maar ook in de tekst, wat het uniek maakt. In nummers waar liefde of haat een rol spelen wordt niks bekend gemaakt over het geslacht naar wie het nummer gericht zou kunnen zijn. Dit is ook te zien in Een teken en Liever met jou, waarin niks bekend wordt gemaakt over het geslacht over de andere persoon. Hetzelfde patroon is terug te vinden op Noodzakelijk verdriet, waarin vrijwel nooit wordt gesproken over het geslacht. In dat opzicht is Niets tussen uniek, omdat er in het nummer specifiek over een 'zij' wordt gesproken.

## Tracklist
1. Uitzinnig - 2:51
2. Zonder gezicht (feat. S10) - 2:44
3. Een man die nooit meer huilt - 2:25
4. Niets tussen - 2:59
5. Een teken - 2:12
6. Liever met jou - 3:30